# Odonteus gandhara
Odonteus gandhara är en skalbaggsart som beskrevs av Carpaneto och Mignani 2005. Odonteus gandhara ingår i släktet Odonteus och familjen Bolboceratidae. Inga underarter finns listade i Catalogue of Life.